# Damas-aux-Bois
Pour les articles homonymes, voir Damas (homonymie).
Damas-aux-Bois est une commune française située dans le département des Vosges, en région Grand Est.

## Géographie
Selon la carte IGN, le bâtiment de la mairie est situé à 300 mètres d'altitude.
Le village est construit sur la rive gauche de l'Euron. Cette petite rivière draine la totalité du territoire communal. Elle coule du Sud vers le Nord et prend sa source dans la commune voisine de Rehaincourt.

### Localisation

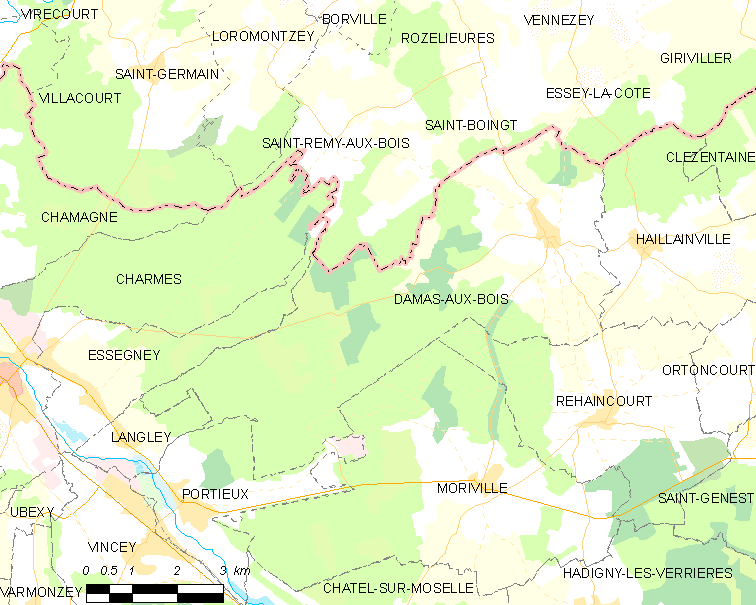
Situation géographique de Damas-aux-Bois.

### Voies de communications et transports

#### Voies routières
- Autoroute A33 Échangeur N333.

##### Communes limitrophes
Damas-aux-Bois est voisine des communes de Saint-Boingt, Essey-la-Côte, Haillainville, Rehaincourt, Moriville, Langley, Portieux et Saint-Rémy-aux-Bois.
| Saint-Rémy-aux-Bois (Meurthe-et-Moselle) | Saint-Boingt (Meurthe-et-Moselle) | Essey-la-Côte (Meurthe-et-Moselle) |
| Essegney                                 | Damas-aux-Bois                    | Haillainville                      |
| Langley, Portieux                        | Moriville                         | Rehaincourt                        |

#### Transports en commun
- Fluo Grand Est.

#### Lignes SNCF
- Gare de Charmes
- Gare de Châtel - Nomexy

### Sismicité
Commune située dans une zone  de sismicité faible.

### Hydrographie et les eaux souterraines
Hydrogéologie et climatologie : Système d’information pour la gestion des eaux souterraines du bassin Rhin-Meuse :
Territoire communal : Occupation du sol (Corinne Land Cover); Cours d'eau (BD Carthage),
Géologie : Carte géologique; Coupes géologiques et techniques,
 Hydrogéologie : Masses d'eau souterraine; BD Lisa; Cartes piézométriques.
La commune est située dans le bassin versant du Rhin au sein du bassin Rhin-Meuse. Elle est drainée par l'Euron, le ruisseau le Loro, le ruisseau de la Foret du Terne, le ruisseau le Portieux, le ruisseau d'Essegney et le ruisseau du Pre Armand,.
L'Euron, d'une longueur totale de 27,9 km, prend sa source dans la commune de Saint-Genest, en limite de Rehaincourt et se jette dans la Moselle à Lorey, après avoir traversé dix communes.
Le ruisseau le Loro, d'une longueur totale de 13,3 km, prend sa source dans la commune  et se jette dans l'Euron à Froville, après avoir traversé six communes.

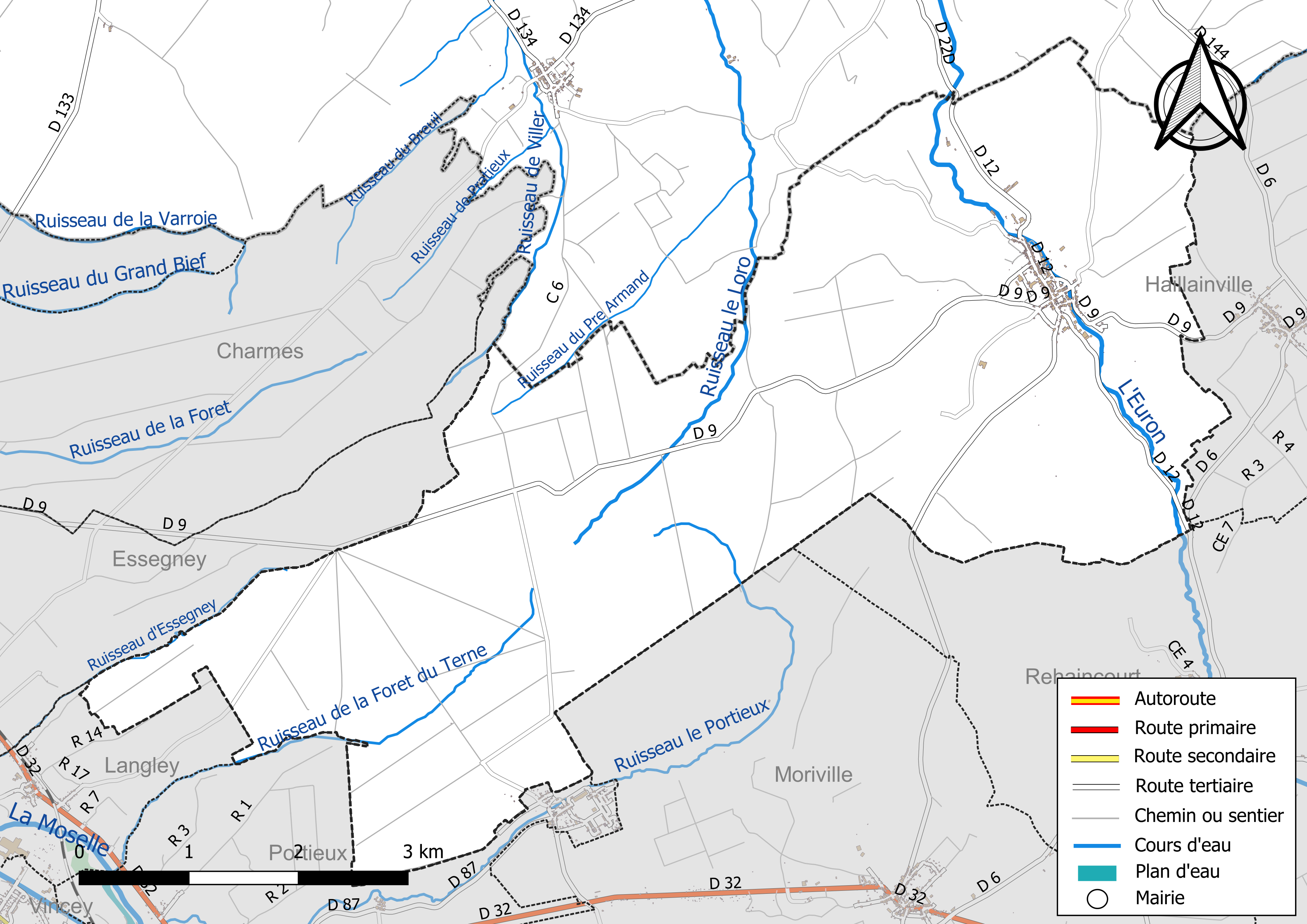
Réseaux hydrographique et routier de Damas-aux-Bois.

La qualité des eaux de baignade et des cours d’eau peut être consultée sur un site dédié géré par les agences de l’eau et l’Agence française pour la biodiversité.

### Climat
Pour des articles plus généraux, voir Climat du Grand Est et Climat des Vosges.
En 2010, le climat de la commune est de type climat de montagne, selon une étude du Centre national de la recherche scientifique s'appuyant sur une série de données couvrant la période 1971-2000. En 2020, Météo-France publie une typologie des climats de la France métropolitaine dans laquelle la commune est exposée à un climat semi-continental et est dans la région climatique Lorraine, plateau de Langres, Morvan, caractérisée par un hiver rude (1,5 °C), des vents modérés et des brouillards fréquents en automne et hiver.
Pour la période 1971-2000, la température annuelle moyenne est de 9,5 °C, avec une amplitude thermique annuelle de 17,1 °C. Le cumul annuel moyen de précipitations est de 895 mm, avec 12 jours de précipitations en janvier et 9,6 jours en juillet. Pour la période 1991-2020, la température moyenne annuelle observée sur la station météorologique de Météo-France la plus proche, « Roville », sur la commune de Roville-aux-Chênes à 11 km à vol d'oiseau, est de 10,3 °C et le cumul annuel moyen de précipitations est de 833,3 mm. 
La température maximale relevée sur cette station est de 40 °C, atteinte le 25 juillet 2019 ; la température minimale est de −24,5 °C, atteinte le 2 janvier 1971,,.
Les paramètres climatiques de la commune ont été estimés pour le milieu du siècle (2041-2070) selon différents scénarios d'émission de gaz à effet de serre à partir des nouvelles projections climatiques de référence DRIAS-2020. Ils sont consultables sur un site dédié publié par Météo-France en novembre 2022.

## Urbanisme

### Typologie
Au 1er janvier 2024, Damas-aux-Bois est catégorisée commune rurale à habitat dispersé, selon la nouvelle grille communale de densité à sept niveaux définie par l'Insee en 2022.
Elle est située hors unité urbaine. Par ailleurs la commune fait partie de l'aire d'attraction de Charmes, dont elle est une commune de la couronne,. Cette aire, qui regroupe 10 communes, est catégorisée dans les aires de moins de 50 000 habitants,.

### Occupation des sols
L'occupation des sols de la commune, telle qu'elle ressort de la base de données européenne d’occupation biophysique des sols Corine Land Cover (CLC), est marquée par l'importance des forêts et milieux semi-naturels (64,8 % en 2018), une proportion sensiblement équivalente à celle de 1990 (64,9 %). La répartition détaillée en 2018 est la suivante : 
forêts (59,7 %), terres arables (17,8 %), prairies (13,3 %), milieux à végétation arbustive et/ou herbacée (5,1 %), zones agricoles hétérogènes (2,8 %), zones urbanisées (1,3 %). L'évolution de l’occupation des sols de la commune et de ses infrastructures peut être observée sur les différentes représentations cartographiques du territoire : la carte de Cassini (XVIIIe siècle), la carte d'état-major (1820-1866) et les cartes ou photos aériennes de l'IGN pour la période actuelle (1950 à aujourd'hui).

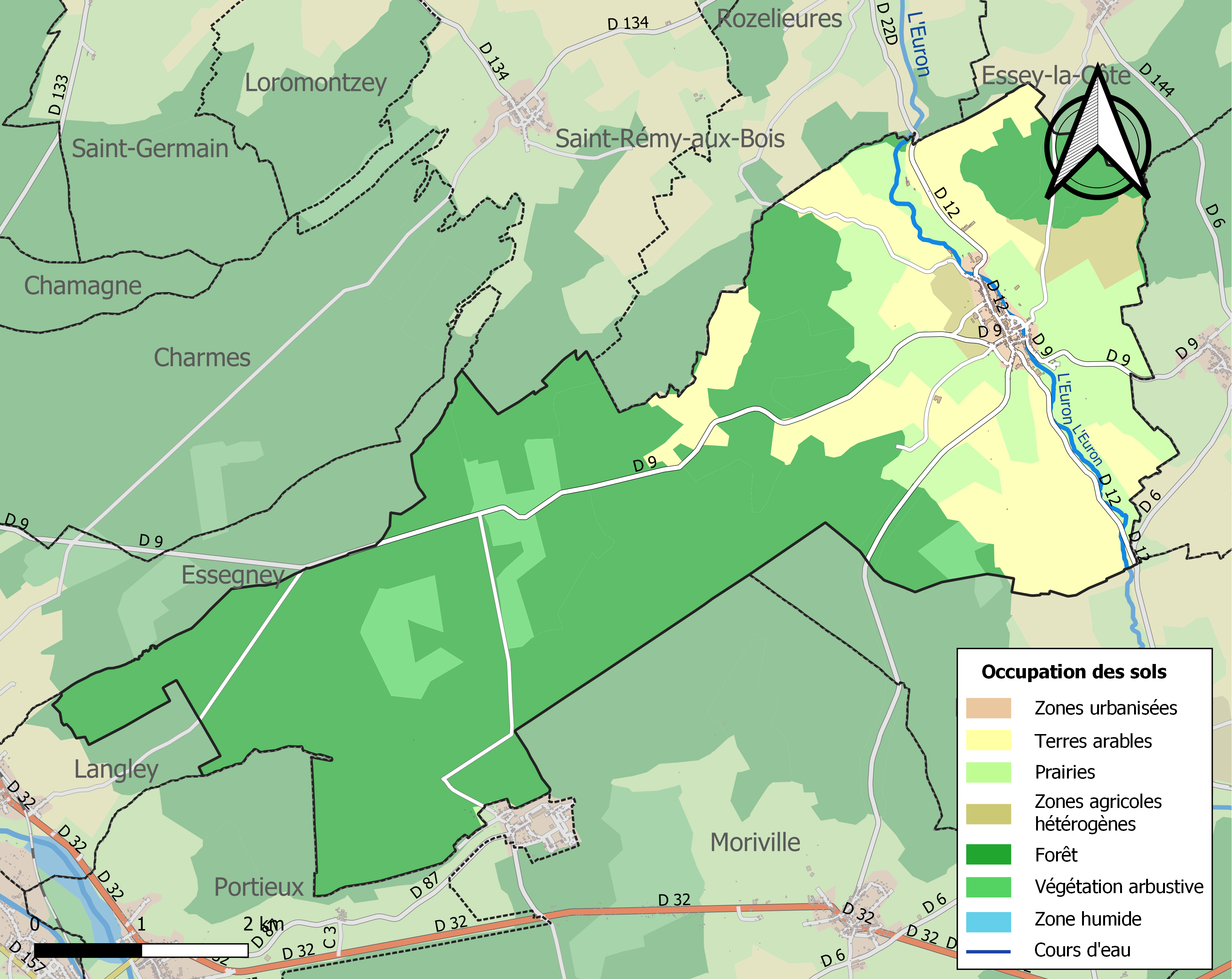
Carte des infrastructures et de l'occupation des sols de la commune en 2018 (CLC).

## Toponymie
Le nom de la localité est attesté sous les formes ecclesiam Dumart en 1134, Amud Dommart en 1181, Viam de Dommart en 1183, Dammahart en 1230, Domnus Medardus et Damnahart en 1260, Domart en 1402, Domnay en 1441, Domais en 1476, Dommart au XVIe siècle, Dommaix et Dompmay en 1511, Dommay en 1528, Dompmay aux bois en 1560, Dompmart en 1572, Dommart aux bois en 1594, Domas en 1625, Dommars aux bois en 1656, Dommay aux bois en 1677, Dommey-au-Tocs au XVIIe siècle, Dommars-aux-Bois en 1710, Domay ou Damas au Bois en 1711, Dommard aux Bois en 1768.

Henri Lepage indique Domnus Medardus en 1690, Domney-aux-Bois en 1704.
Les derniers patoisants prononçaient Domaâr avec [r] expiré et amuï.
De toutes ces variantes, on constate que Damas est un hagiotoponyme caché avec la persistance du préfixe dom et celle du suffixe mar. Dom vient du bas latin dominus, domnus « seigneur, saint » que l'on rencontre aussi dans Domptail, Domvallier, Dombasle, Etc. Mar est la variante régionale du nom du saint Medardus « saint Médard » que l'on rencontre aussi à Saint-Mard et à Saint-Max. St-Médard est le patron de l'ancienne paroisse de Damas-aux-Bois.

## Histoire

### Préhistoire
Au sommet du plateau de la Voivre (lieu-dit château des Sarrazins) un groupe de trois tumuli a été fouillé en 1878 par Deguerre puis en 1938 par A. Pierron et enfin par J. Fromols. Ces sépultures datent de la civilisation de Hallstatt ancien-moyen Hallstatt (600 av. J.-C.). La civilisation de Hallstatt est originaire du centre de l'Europe et couvrait à son origine l'est de la France la Suisse, l'Allemagne du sud et l'Autriche. Le préfixe Hall précise un lieu d'où est extrait le sel.
Dans le tumulus 2 fouillé par A. Pierron a été découverte une inhumation double associant un adulte et un adolescent avec un crâne d'enfant à leurs pieds. Sept autres sépultures non datées se trouvaient dans ce tumulus.
Ces découvertes ne sont pas une exception puisqu'un tumulus de la même époque existait entre Haillainville et Fauconcourt et les historiens mentionnent la présence d'une castramétation au sommet de la côte d'Essey. Ces communes sont toutes voisines de Damas. (voir la section histoire d'Essey-la-Côte et d'Haillainville sur Wikipedia). Parlant de cette époque et de ce secteur, on ne peut pas ne pas mentionner l'importante nécropole de la Naguée à Clayeures qui n'est distante que de quelques kilomètres. On constate ainsi que La civilisation du Hallstatt était importante dans ce secteur géographique.
Le mobilier des sépultures découvertes à Damas-aux-bois est conservé au Musée départemental d'art ancien et contemporain tandis que les archives et photos des fouilles de 1938 sont conservées au musée de Bibracte du mont Beuvray.

### Période gallo-romaine
La commune est traversée par la voie antique, probablement pré romaine, Moyen - Giriviller - Essey-la-Côte - Damas - Portieux. Elle est orientée Nord Sud-Ouest. Divers documents historiques, fort peu précis, font état d'un diverticule qui partirait d'Haillainville pour rejoindre cette voie sur le territoire de Damas.
Des fouilles archéologiques réalisées en 1898 au lieu-dit Mézières ont mis au jour une importante villa gallo-romaine.

### Moyen Âge
Un catalogue des chartes de franchise de la Lorraine contient un curieux paragraphe pour l'année 1211 : « Hugues II comte de Vaudémont, ayant fondé une ville neuve à Dommart (Damas-aux-Bois) selon les usages et coutumes de Marville, donne le tiers à Ferry II duc de Lorraine et à ses héritiers ».
Dans le pouillé de 1412 du diocèse de Toul, on lit que la collation de l'église de Damas-aux-Bois était à l'abbaye de Moyenmoutier.

### Ancien régime
En 1544 et en 1594, Damas appartient pour deux tiers au bailliage de Châtel et pour un tiers à la prévôté de Rosières dépendant elle-même du bailliage de Nancy. L'édit ducal de 1751 plaça la totalité du village dans le bailliage de Châtel.
En 1862 au cours d'une démolition, un ouvrier maçon a mis au jour un pot contenant des pièces de monnaie datant du XVIIe siècle. La plus récente est de 1692.
Le 25 février 1667, Edme-Claude de Simianne comte de Moncha, donne son dénombrement pour Saint-Boing (Saint-Boingt), Damas-aux-Bois, Etc. Cela signifie qu'il avait un droit seigneurial sur tout ou partie du territoire et de ses habitants.
Le pouillé de 1711 indique que Passoncourt fait partie de la paroisse de Damas-aux-Bois.
Dans une confirmation d'ascensement du 9 février 1710 en faveur de Charlotte-Evarine D'Anglure veuve Lambertye, il est rappelé que la dite dame jouit « des domaines utils et honorifiques des hautes, moyennes et basses justices de Damas-aux-Bois, Clésantaine, Etc ». On sait par l'édit de 1751 que ces droits ne concernent qu'une partie du village.

### Révolution française
Entre 1790 et l'an IX, Damas-aux-Bois fait partie du canton de Fauconcourt.

### Période moderne
Damas-aux-Bois possédait une enclave, lieu-dit « goutte de Béfort », dans le territoire voisin de Saint-Boingt. Une ordonnance du 26 avril 1831 la soustrait du territoire communal au profit de Saint-Boingt.
Au milieu du XIXe siècle lors de la création du chemin vicinal no 18 reliant Gerbéviller à Épinal, le conseil d'arrondissement d'Épinal émet plusieurs vœux pour que cette route passe par Damas et non par Haillainville,. Faute d'être entendu, il demanda ensuite la réduction de la participation financière de la commune de Damas.
En 1865, le conseil municipal vote une subvention de 1 000 francs pour l'établissement d'une voie de chemin de fer entre Charmes et Rambervillers. Le 23 août 1869 est promulgué un décret relatif à la création d'une ligne de chemin de fer entre Rambervillers et Charmes. Le 11 septembre de la même année est rendu un jugement par le tribunal de grande instance d'Épinal prononçant l'expropriation de terrains nécessaires à la création de cette voie sur le territoire de Damas. Ils sont très probablement situés à l'extrémité Sud-Ouest du ban communal, en limite du territoire de Portieux (voir le paragraphe suivant).
La loi du 23 juillet 1875, promulguée le 1er août suivant, distrait plusieurs parcelles du territoire au profit de la commune de Portieux. Cette cession est un accord entre les deux communes. Les terrains en question étaient situés à proximité de la gare de Portieux et supportaient des auberges trop éloignées de Damas pour que l'autorité municipale puisse s'y exercer dans les meilleures conditions.
En 1878, le conseil général du département des Vosges accorde quatre foires à Dama-aux-Bois. La dernière de l'année a lieu le 6 décembre.
Un arrêté préfectoral de 1893 supprime les quatre foires aux bestiaux De Damas-aux-Bois. Le nombre d'animaux présenté était trop faible pour couvrir les frais engendrés,.
En 1896, l'annuaire des artistes et de l'enseignement dramatique et musical recense une fanfare à Damas-aux-Bois dont le président est Monsieur Simon et le directeur monsieur Kaufman.
Le 31 mai 1921, le village inaugure le monument aux morts, en mémoire des 36 enfants de Damas morts pendant la première guerre mondiale.
« L'union sportive Saint-Médard » de Damas est créée en 1929. Elle connaît une période faste jusqu'au début de la seconde guerre mondiale. Son équipe de football rayonne dans le secteur d'Épinal-Nord. En 1931, elle étend son activité avec une fanfare et une section gymnastique,.
La même année 1929, l'hiver est très rigoureux, il y fait une température de -30° en février.
Le 5 juin 1934, un avion à croix gammée, piloté par un aviateur perdu, atterrit dans un champ à côté de Damas-aux-Bois. Le pilote allemand, originaire de Stuttgart sera logé pour la nuit chez le maire, M. Vialis, avant de regagner sa commune.
En 1936, le directeur des haras nationaux supprime la station de Damas-aux-Bois.
Le 26 décembre 1999, une grande tempête avec des vents de 150 km/h cause d'importants dégâts aux bâtiments et en forêt.

## Liste des maires
| Période                                  | Période  | Identité             | Étiquette | Qualité                                  |
| ---------------------------------------- | -------- | -------------------- | --------- | ---------------------------------------- |
| Les données manquantes sont à compléter. |          |                      |           |                                          |
| 1904                                     | 1925     | Amable Thiriat       |           |                                          |
| 1925                                     | 1943     | Juste Auguste Vialis |           |                                          |
| 1943                                     | 1944     | Camille Aubry        |           | fut maire à une autre période avant 1930 |
| 1944                                     | 1989     | Léon Grosjean        |           |                                          |
| 1989                                     | 1989     | Henri Mougeolle      |           |                                          |
| 1989                                     | 2001     | Denis Grosjean       |           |                                          |
| 2001                                     | En cours | Jacques Aubry        | DVD       |                                          |

### Finances locales

#### Budget et fiscalité 2022

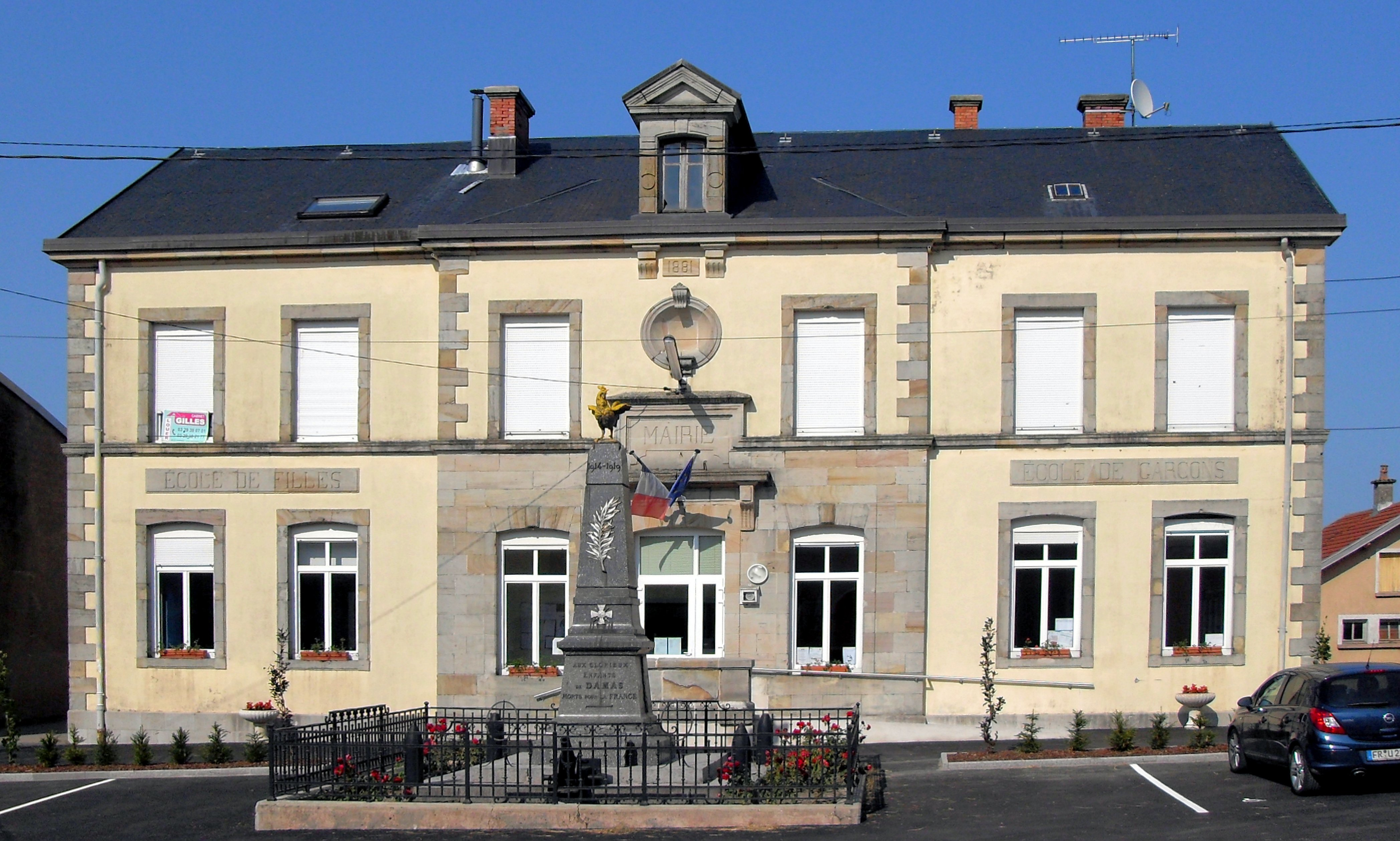
La mairie-école.

En 2022, le budget de la commune était constitué ainsi :
- total des produits de fonctionnement : 369 000 €, soit 1 333 € par habitant ;
- total des charges de fonctionnement : 221 000 €, soit 796 € par habitant ;
- total des ressources d'investissement : 459 000 €, soit 1 656 € par habitant ;
- total des emplois d'investissement : 34 000 €, soit 123 € par habitant ;
- endettement : 495 000 €, soit 1 788 € par habitant.

Avec les taux de fiscalité suivants :
- taxe d'habitation : 7,23 % ;
- taxe foncière sur les propriétés bâties : 29,22 % ;
- taxe foncière sur les propriétés non bâties : 17,30 % ;
- taxe additionnelle à la taxe foncière sur les propriétés non bâties : 0,00 % ;
- cotisation foncière des entreprises : 0,00 %.

Chiffres clés Revenus et pauvreté des ménages en 2021 : médiane en 2021 du revenu disponible, par unité de consommation : 23 070 €.

## Population et société

### Démographie

#### Évolution démographique
L'évolution du nombre d'habitants est connue à travers les recensements de la population effectués dans la commune depuis 1793. Pour les communes de moins de 10 000 habitants, une enquête de recensement portant sur toute la population est réalisée tous les cinq ans, les populations de référence des années intermédiaires étant quant à elles estimées par interpolation ou extrapolation. Pour la commune, le premier recensement exhaustif entrant dans le cadre du nouveau dispositif a été réalisé en 2007.

En 2022, la commune comptait 273 habitants, en évolution de +1,87 % par rapport à 2016 (Vosges : −2,96 %, France hors Mayotte : +2,11 %).
| 1793 | 1800 | 1806 | 1821 | 1831 | 1836 | 1841 | 1846 | 1856 |
| ---- | ---- | ---- | ---- | ---- | ---- | ---- | ---- | ---- |
| 600  | 613  | 807  | 806  | 841  | 824  | 863  | 890  | 875  |

| 1861 | 1866 | 1876 | 1881 | 1886 | 1891 | 1896 | 1901 | 1906 |
| ---- | ---- | ---- | ---- | ---- | ---- | ---- | ---- | ---- |
| 878  | 862  | 819  | 727  | 748  | 698  | 666  | 603  | 581  |

| 1911 | 1921 | 1926 | 1931 | 1936 | 1946 | 1954 | 1962 | 1968 |
| ---- | ---- | ---- | ---- | ---- | ---- | ---- | ---- | ---- |
| 566  | 457  | 470  | 470  | 416  | 399  | 397  | 387  | 364  |

| 1975 | 1982 | 1990 | 1999 | 2006 | 2007 | 2012 | 2017 | 2022 |
| ---- | ---- | ---- | ---- | ---- | ---- | ---- | ---- | ---- |
| 306  | 263  | 257  | 236  | 264  | 268  | 259  | 268  | 273  |

### Enseignement
Établissements d'enseignements :
- Écoles maternelles et primaires à Rehaincourt, Portieux, Langley, Essegney, Hadigny-les-Verrières.
- Collèges à Châtel-sur-Moselle, Charmes, Bayon, Gerbéviller, Thaon-les-Vosges.
- Lycées à Roville-aux-Chênes, Thaon-les-Vosges, Épinal.

### Santé
Professionnels et établissements de santé :
- Médecins à Magnières, Châtel-sur-Moselle, Einvaux, Magnières.
- Pharmacies à Portieux, Magnières, Vincey, Châtel-sur-Moselle .
- Hôpitaux à Châtel-sur-Moselle, Charmes, Rambervillers, Thaon-les-Vosges.

### Cultes
- Culte catholique, Paroisse Bienheureux-Jean-Martin-Moyë[64], Diocèse de Saint-Dié.

## Économie

### Entreprises et commerces

#### Agriculture
- Culture et élevage associés.
- Élevage d'autres bovins et de buffles.
- Élevage de vaches laitières.
- Élevage de porcins.
- Culture de céréales, de légumineuses et de graines oléagineuse.

#### Tourisme
- Hébergements et restauration à Rozelieures, Portieux, Mattexey, Magnières.

#### Commerces
- Commerces et services de proximité.

## Culture locale et patrimoine

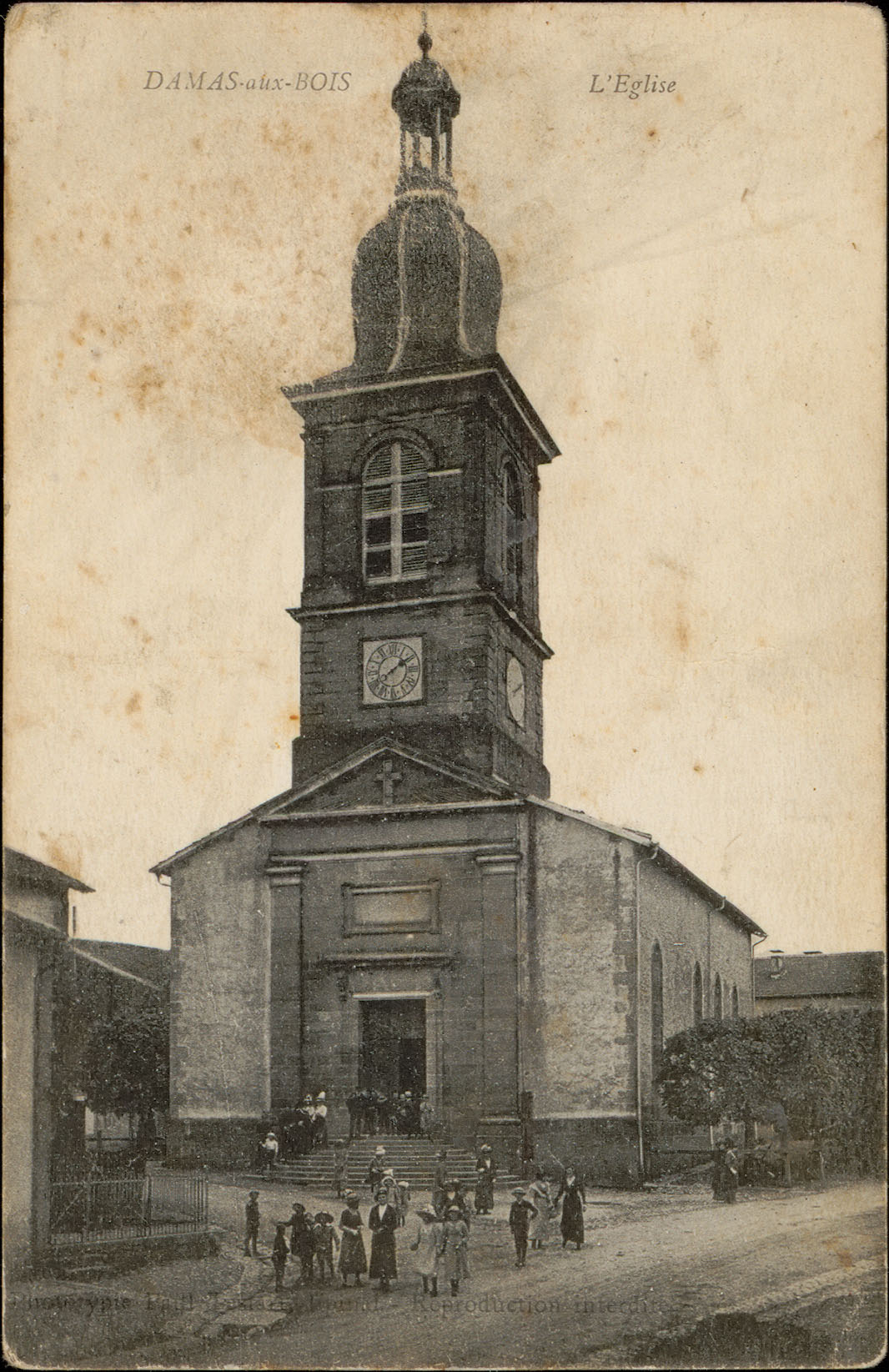
Carte postale ancienne de Paul Testart, montrant l'église.
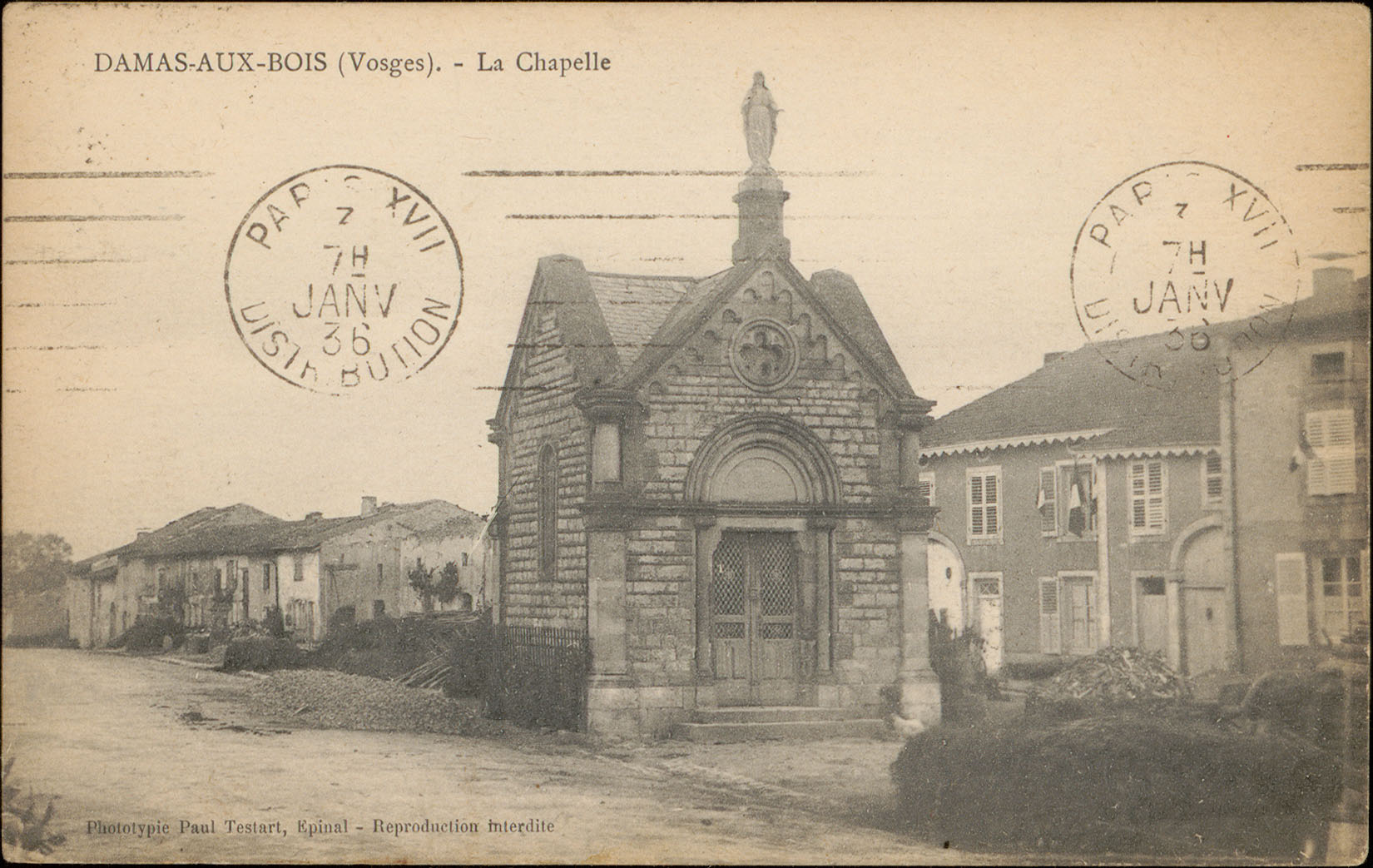
Carte postale représentant la Chapelle de Damas-aux-Bois.
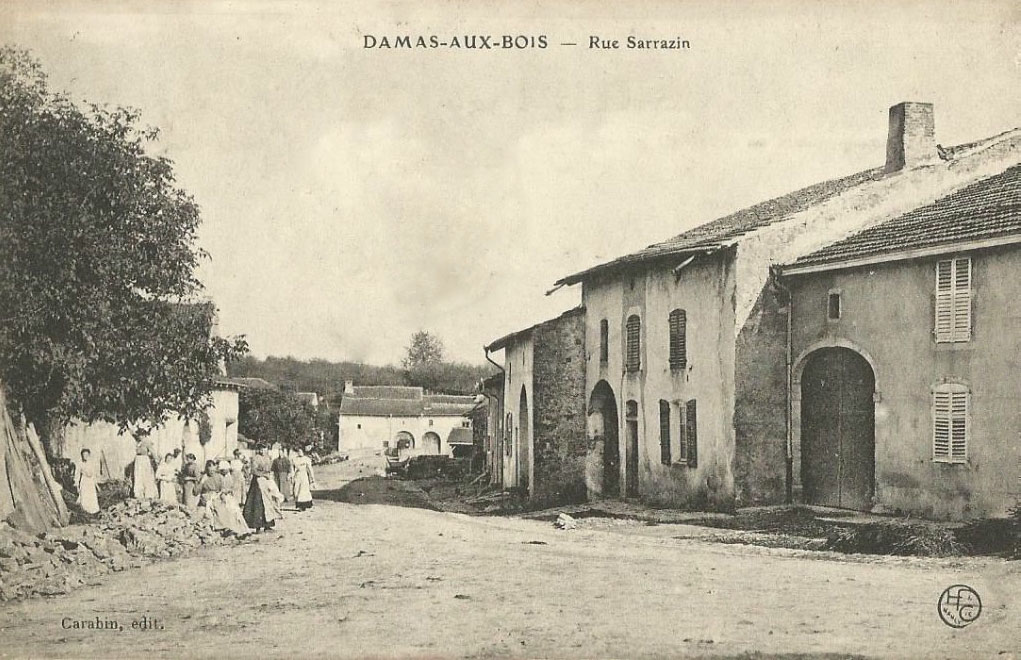
Carte postale du village vers 1912.

### Lieux et monuments
- Église Saint-Médard

et son orgue d'Enri Didier de 1891,.
- Monument aux morts[67].
- Chapelle Notre-Dame-de-Bon-Secours[68].

Statue : Vierge à l'Enfant.
Statue : Saint Sébastien.
autel, retable, antependium (autel secondaire nord).
Autel, retable, antependium (autel secondaire sud).
- Ancien lavoir.
- Alambic[73].
- Salle polyvalente. Espace de convivialité.

### Personnalités liées à la commune
- Jean Bailly, né à Haillainville, le 18 février 1673 et mort à Damas-aux-Bois le 6 décembre 1762[74]. Célèbre doreur et sculpteur de mobiliers religieux[75],[76]. On lui doit quarante-huit autels et retables à travers les départements des Vosges et de Meurthe-et-Moselle[77]. Il est surtout connu pour l'autel de l'église de La croix-aux-mines, le tabernacle de l'église de Bayon et l'autel central de l'église de Saint-Boingt. P. Simonin, membre de la revue Le pays lorrain, a consacré une étude inédite à ce sculpteur[77].
- Joseph Cartier, né à Damas en 1743. Le 31 mars 1767, il s'engage dans le régiment de Metz compagnie Durand, qui participe ensuite à la guerre d'indépendance des États-Unis entre 1778 et 1783. À son retour, le régiment de Metz part en garnison à Nimes sous le nom de 19e régiment d'artillerie[78].
- Nicolas Goré, né le 3 juillet 1754 à Damas-aux-Bois. Il s’enrôle dans l'armée le 27 août 1773. Parmi ses faits d'armes les plus marquants, on cite la mise en déroute d'un corps de 6 000 chouans à Evron en l'an VI. Au passage du Rhin lors du siège de Kehl, c'est lui qui commence le débarquement des troupes françaises sur le sol étranger. Le même jour à la tête de deux compagnies de grenadiers, il reprend une position enlevée à un régiment français. Le 7 ventôse an VII à Tamins, lors d'un assaut, il prend un canon ennemi et le retourne contre ses adversaires. Il rentre dans ses foyers en 1804 et meurt à Charmes le 4 février 1826[79],[80].
- Justin Vilmain, dit J. Villeman, né à Damas-aux-Bois le 12 mars 1829[81] et mort à Clamart le 14 octobre 1887[82], homme de lettres, poète et romancier[83],[84].
- Paul Balland, né à Lépanges-sur-Vologne le 11 décembre 1893 et mort à Damas-aux-Bois le 11 mars 1960[85]. Ancien combattant de la première guerre mondiale (son frère Pierre, né le 9 novembre 1895 à Badménil-aux-Bois[86], est mort pour la France le 31 mai 1918 à Soissons[87]), il prononce un discours lors de l'inauguration du monument aux morts, le 31 mai 1921[40]. Agriculteur et conseiller municipal à Damas, il est décoré du mérite agricole[88]. Il est élu conseiller de l'arrondissement d'Épinal représentant le canton de Châtel-Sur-Moselle pendant la période 1925[89]-1939[90]. Pendant son première mandat au moins, il est élu sur une liste « républicaine radicale socialiste »[89]. Le journal officiel du 17 février 1937 publie, en page 2107, un décret du ministre de l'éducation nationale qui nomme Paul Balland « officier d'académie » pour services rendus aux œuvres scolaires[91].
- Charles Auguste Adolphe Balland, né à Damas-aux-Bois le 2 avril 1918 et mort à Thionville le 6 mai 2000[92], lointain cousin du précédent et descendant de Jean Bailly[93]. En 1939-40, il est soldat au 168e Régiment d'Infanterie de Forteresse dans l'ouvrage mosellan du Kobenbusch[94]. Après le repli des troupes de forteresse le 13 juin 1940[95], il est capturé par les Allemands et emprisonné à Forbach[96]. En juillet 1940, il est libéré comme Alsacien-Lorrain[97], puis expulsé avec sa famille vers les Hautes-Pyrénées[98]. En mai 1943, pour échapper au STO, il rejoint l'Espagne à travers les Pyrénées[99]. Capturé par les autorités espagnoles, il est interné dans un balneario dans la province de Huesca pendant cinq mois[100],[101]. À sa libération, il rejoint l'Afrique du Nord où il est enrôlé au 5e Régiment de Tirailleurs Marocains[102]. En 1944, il participe à la campagne d'Italie au sein du Corps Expéditionnaire Français, et notamment à la célèbre bataille de Monte Cassino[103]. En juin 1944, il est grièvement blessé et rapatrié en Afrique du Nord, puis en France[104]. Pour ses faits de guerre, il est cité à deux reprises (à l'ordre de la brigade et du corps d'armée)[105], puis titulaires de plusieurs décorations : médaille militaire[106], médaille de l'internement pour faits de résistance[107], croix du combattant volontaire de la Résistance[108] et Légion d'honneur[109],[110],[111].

### Blason populaire
Les habitants étaient surnommés « les craâs de Damas », ce qui signifie les corbeaux. La rime facile n'est probablement pas étrangère à ce sobriquet.

## Pour approfondir